# 나는 결백하다
《나는 결백하다》(영어: To Catch a Thief)는 1955년에 개봉한 미스테리 로맨틱 영화이다. 앨프리드 히치콕이 감독을 맡았으며 캐리 그랜트, 그레이스 켈리가 주연을 맡았다. 이 영화는 흥행에 성공하였으며 아카데미상에서 촬영상을 수상하였다. 원작은 데이비드 도지의 작품 《도둑 잡기》이며 존 마이클 헤이스가 각색을 맡았다. 이 영화는 프랑스 코트다쥐르에서 촬영하였다.

## 줄거리

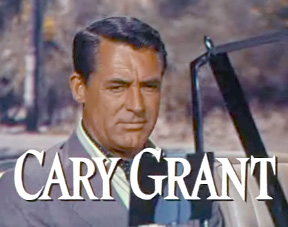
캐리 그랜트

프랑스 남부에서 보석 절도 사건이 벌어지고 있었다. 그의 범죄 방법과 동일해 사람들은 존 로비 (캐리 그랜트)를 의심하는 가운데 로비는 자신의 결백을 인정받으려고 한다. 그는 경찰의 추적을 피하면서 옛날 동료였던 베타니에게 도움을 요청한다. 그는 또한 보석을 가진 사람들을 책임지는 보험 회사의 직원인 H. H. 휴슨 (존 윌리엄스) 으로부터 보석 명단을 받게 된다.
그들 중에 하나인 제시 스티븐스 (제시 로이스 랜디스) 에게 접근한 그는 그녀의 딸인 프란시스 스티븐스 (그레이스 켈리) 과 사랑에 빠진다. 그는 자신이 존 로비가 아닌 다른 사람이라고 속여오지만 프란시스는 그를 존 로비라고 말한다. 얼마 후, 제시의 보석이 사라진다. 제시는 침착하게 나오지만 프란시스는 격분하여 로비를 경찰에 신고한다. 그러나 로비는 지붕으로 도망가고 제시는 모른 척 해버린다.
한편 베타니 밑에서 일하는 대니엘의 아버지가 로비와 관련된 사건 때문에 죽자 대니엘은 장례식에서 그에게 심하게 군다. 그날, 프란시스는 오해를 하였다며 그를 돕게다고 한다. 로비는 돈이 많은 사람들이 가는 궁중 연회에 들어간다. 그곳에는 보석이 많다. 로비는 지붕에서 기다리다가 범인을 쫓아가는데 범인은 바로 대니엘이었다. 뒤늦게 대니엘은 경찰 앞에서 베타니와 관련된 절도 사건을 시인한다. 사건이 종료된 후 로비와 프란시스는 키스를 한다.

## 캐스팅
- 캐리 그랜트 - 존 로비
- 그레이스 켈리 - 프란시스 스티븐스
- 제시 로이스 랜디스 - 제시 스티븐스
- 존 윌리엄스 - H. H. 휴슨
- 찰스 바넬 - 베타니
- 브리지트 아우버 - 대니엘 포사드
- 장 마티넬리 - 포사드
- 조제트 애니스 - 제르멘
- 앨프리드 히치콕 - 히치콕은 캐리 그랜트가 버스에 탔을 때 옆에 있는 승객으로 나왔다.

## 한국판 성우진 (MBC, 1989년 6월 10일)
- 박일 - 존 로비(캐리 그랜트)
- 정희선 - 프랜시스(그레이스 켈리)
- 김은영 - 프랜시스의 어머니(제시 로이스 랜디스)
- 한규희 - 휴슨(존 윌리엄스)
- 이영달 - 베타니(찰스 바넬)
- 최성우 - 다니엘(브리지트 아우버)
- 황윤걸 - 푸사르(장 마르티넬리)
- 이종오 - 서장(르네 블랑카드)

## 제작 과정

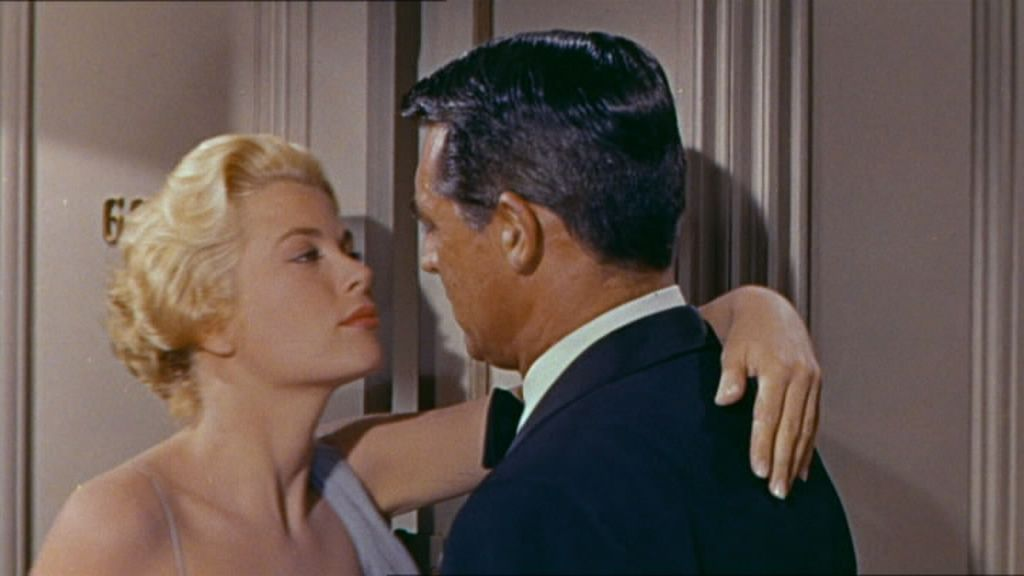
캐리 그랜트와 그레이스 켈리

- 《나는 결백하다》는 히치콕의 영화 중에 처음으로 파라마운트 픽처스에서 제작한 와이드 스크린, 비스타 비전을 사용하였다.[1] 또한 이 영화는 그레이스 켈리가 히치콕과 작업한 마지막 영화인데 이 영화 이후 몇 편의 영화를 더 찍은 후 그레이스 켈리는 모나코의 왕비가 된다. 이후 히치콕은 1964년, 그녀를 《마니》에서 캐스팅하려고 하였으나 결국 실패하였다.

- 제시 로이스 랜디스는 이후 1959년, 히치콕의 영화 《북북서로 진로를 돌려라》에서 캐리 그랜트의 어머니로 나왔는데, 사실 그랜트가 랜디스보다 10개월 일찍 태어났다.

- 원본에서는 존 로비와 대니엘이 서로에게 사과를 하고, 베타니가 자진해서 체포되는 것으로 끝났다. 그러나 히치콕은 편집해서 대니엘이 지붕에서 사실을 말하고 존 로비의 결백이 인정되는 것으로 바꾸었다.

## 배급
《나는 결백하다》는 히치콕이 파라마운트 픽처스에서 제작한 영화 중에 현재 유일하게 판권이 파라마운트에 있는 영화이다. 대부분의 영화는 1960년대에 유니버설 스튜디오로 넘어갔다.

## 수상
《나는 결백하다》는 아카데미상에서 촬영상을 수상하였으며, 미술상, 의상상에 노미네이트되었다.

### 제28회아카데미상

#### 수상
- 촬영상 - 로버트 벅스

#### 후보
- 미술상 (컬러) - 새뮤얼 M. 코머, 아서 크램스
- 의상상 - 에디스 헤드